# Моттелер, Юлиус
Юлиус Моттелер (нем. Julius Motteler; 18 июня 1838, Эсслинген-на-Неккаре, Штутгарт — 29 сентября 1907, Лейпциг, Королевство Саксония) — видный представитель раннего немецкого рабочего движения, депутат рейхстага. Во времена действия закона о социалистах был ответственен за сбыт социал-демократической прессы, участвовал в становлении профсоюзного движения в Германии, передовой боец Свободного пролетарского движения. Близкий друг Августа Бебеля и Вильгельма Либкнехта.
Для организации нелегального ввоза в Германию и распространения печатавшейся вначале в Цюрихе, затем в Лондоне газеты «Социал-демократ» (нем. Der Sozialdemokrat — Organ der Sozialdemokratie deutscher Zunge) в 1879—1890 годах Юлиус Моттелер наладил работу «Красной полевой почты», за что немецким рабочим движением ему был присвоен почётный титул «Красный полевой почтмейстер».